# Élections législatives finlandaises de 2007
Les élections législatives finlandaises de 2007 ont eu lieu en Finlande le 18 mars 2007. Elles visent à renouveler les 200 représentants du Parlement de Finlande, l'assemblée monocamérale du pays, pour la période 2007-2011. Le Parlement fêtera alors le centenaire de sa première élection.

## Mode de scrutin
Les 200 parlementaires sont élus dans les quinze districts du pays. Le nombre de parlementaires par circonscription est très variable ce qui induit une plus grande difficulté pour être élu pour les candidats dans les circonscriptions avec peu de représentants. Les demandes de redistribution des sièges n'ont pas reçu l'aval du gouvernement.
Les votants votent à la fois pour une liste, ce qui permet de répartir le nombre de sièges à la proportionnelle, et pour un candidat, ce qui permet de fixer l'ordre de préférence au sein de chaque parti.
Le nombre total de candidat est 2004, dont 799 femmes. Environ les trois quarts des candidats ont été investis par des partis siégeant au parlement.
Il était possible de voter en avance, entre le 7 et le 13 mars. Selon l'Helsingin Sanomat, 29,2 % des électeurs ont choisi cette solution. Ce chiffre est en augmentation par rapport à l'élection de 2003.

## Résultats
|                          |                                           |           |       |      |        |               |  |  |  |
| Parti                    | Parti                                     | Voix      | %     | +/-  | Sièges | +/-           |  |  |  |
|                          | Parti du centre (Kesk)                    | 640 428   | 23,11 | 1,58 | 51     | 4             |  |  |  |
|                          | Parti de la coalition nationale (Kok)     | 616 841   | 22,26 | 3,71 | 50     | 10            |  |  |  |
|                          | Parti social-démocrate de Finlande (SDP)  | 594 194   | 21,44 | 3,03 | 45     | 8             |  |  |  |
|                          | Alliance de gauche (Vas)                  | 244 296   | 8,82  | 1,11 | 17     | 2             |  |  |  |
|                          | Ligue verte (Vihr)                        | 234 429   | 8,46  | 0,45 | 15     | 1             |  |  |  |
|                          | Chrétiens-démocrates (KD)                 | 134 790   | 4,86  | 0,48 | 7      | en stagnation |  |  |  |
|                          | Parti populaire suédois de Finlande (SFP) | 126 520   | 4,57  | 0,04 | 9      | 1             |  |  |  |
|                          | Vrais Finlandais (PS)                     | 112 256   | 4,05  | 2,48 | 5      | 2             |  |  |  |
|                          | Parti communiste de Finlande (SKP)        | 18 277    | 0,66  | 0,10 | 0      | en stagnation |  |  |  |
|                          | Ligue des retraités de Finlande           | 16 715    | 0,60  | 0,41 | 0      | en stagnation |  |  |  |
|                          | Coalition ålandaise                       | 9 561     | 0,35  | 0,20 | 1      | en stagnation |  |  |  |
|                          | Parti de l'indépendance                   | 5 541     | 0,20  | Nv.  | 0      | en stagnation |  |  |  |
|                          | Autres partis                             | 11 088    | 0,40  | –    | 0      | en stagnation |  |  |  |
|                          |                                           |           |       |      |        |               |  |  |  |
| Votes valides            | Votes valides                             | 2 771 236 | 99,30 |      |        |               |  |  |  |
| Votes blancs et nuls     | Votes blancs et nuls                      | 19 516    | 0,70  |      |        |               |  |  |  |
| Total                    | Total                                     | 2 790 752 | 100   | –    | 200    | en stagnation |  |  |  |
| Abstention               | Abstention                                | 1 501 684 | 34,98 |      |        |               |  |  |  |
| Inscrits / participation | Inscrits / participation                  | 4 292 436 | 65,02 |      |        |               |  |  |  |

## Analyse
La participation à l'élection s'établit à 67,9 %, le taux le plus bas de l'après guerre.
Les résultats officiels montrent une très forte poussée du Parti de la coalition nationale de Jyrki Katainen, principal parti d'opposition, et un recul des deux principaux partis gouvernementaux, léger pour le Parti du centre mais plus net pour le Parti social-démocrate.
Le score personnel de Sauli Niinistö, ancien chef du Parti de la coalition nationale et candidat à l'élection présidentielle de 2006, est le plus élevé jamais recueilli par un candidat aux législatives en Finlande, avec 60 498 votes. À titre indicatif, le second score le plus élevé est celui du premier ministre sortant Matti Vanhanen qui a reçu 24 037 votes.

## Conséquences
Ces élections ont entraîné une importante modification de la coalition au pouvoir. Le Parti du centre a conservé la première place et le poste de Premier ministre, mais le Parti social-démocrate a cédé sa place au Parti de la coalition nationale. Le Parti populaire suédois de Finlande est resté dans la coalition et la Ligue verte y ont fait leur entrée. Le 16 avril 2007, Matti Vanhanen a été réélu Premier ministre par le parlement et a présenté 3 jours plus tard son nouveau gouvernement, avec 8 ministres centristes, 8 conservateurs, 2 verts et 2 libéraux suédophones.